# گریمسنس
گریمسنس (به لاتین: Grímsnes) یک آتشفشان در ایسلند است.